# 景山恭子
景山 恭子（かげやま きょうこ、1951年 - ）は、ニューヨーク在住の聖公会宣教師。

## 来歴
東京都中央区出身。日本女子大学附属中学校・高等学校を経て、1973年に日本女子大学家政学部児童学科を卒業。1995年、聖公会神学院卒業。ビジネスマンの夫とともに渡米し、ニューヨークのMJM（メトロポリタン・ジャパニーズ・ミニストリー）で主に現地の日本人に対する布教を行っている。反戦運動にもかかわっている。
兄は月刊鉄道模型雑誌「とれいん」の元編集主幹、松本謙一。

## 訳書
- ヘンリ・ナウエン (en)『燃える心で―聖餐をめぐる黙想』（聖公会出版、1997年7月、ISBN 978-4882740445）
- ヘンリ・ナウエン『イエスとともに歩む―十字架の道ゆき』（聖公会出版、2000年5月、ISBN 978-4882741060）